# Kazans Travbana
Kazans Travbana, Internationellt Hästsportscenter i Kazan (ryska: Казанский ипподром – Международный конно-спортивный комплекс «Казань»), är Rysslands största travbana, och en av de största i Europa. Anläggningen är belägen i distriktet Sovetsky i Kazan i den ryska delrepubliken Tatarstan. Anläggningens totala yta är 89,4 hektar, och arrangerar tävlingar inom både travsport och galoppsport.

## Om banan
Kazans Travbanas historia går tillbaka till 1868, då regelbundna travtävlingar började hållas vid Kabansjöarna. På territoriet mellan sjöarna och den moderna gatan Pavlyukhin byggdes en anläggning för hästsport. Under det ryska inbördeskriget grundades även Tatar State Stud Farm. Under sovjettiden var hästsport populärt fram till 1980-talet. I mitten av 1990-talet återupplivades intresset för sporten, och 1995 hade nyinvigdes banan efter en stor renovering. Anläggningen har även ett program för utveckling av hästavel och hästsport i Tatarstan.
En ny modern travbana öppnades 2005, vid Millennium of Kazan, platsen där en gammal flygplats ägt rum. Den tidigare platsen för travbanan gjordes om till bostadsområde.
2006 var banan värd för travloppet World Cup Trot Final i travloppsserien World Cup Trot. Loppet vanns av Lady d'Auvrecy körd av fransmannen Sebastien Baude.

## Tekniska specifikationer
Anläggningen består av sex zoner:
- Sport och demonstration
- Utbildning
- Ekonomi
- Park
- Underhållning och spel
- Travbana

Anläggningens huvudbana 1 800 meter lång. På området ligger även en träningsbana med en längd på 1 600 meter. Hela tävlingsytan är 15 000 kvadratmeter. Läktarnas totala kapacitet är 6 000 åskådare.